# Абордаж
Аборда́ж (на френски: abordage) е един от способите за водене на морски бой по времето, когато корабите са с ветрила или гребла. Целта на абордажа е да залови или унищожи вражеския кораб в ръкопашен бой. По-големите кораби имат на борда си специално обучени и екипирани моряци или морски пехотинци за целта.
Днес такива акции обикновено се провеждат през нощта. Те може да включват използването на малки подводници, надуваеми лодки или леководолази. Когато стелт не е използван за тези атаки, хеликоптери могат да се използват за спускане на войски на палубата на кораба.

## История
За първи път в историята абордаж се споменава по време на Пуническите войни. Тази тактика е приложена от римляните срещу сръчните моряци – картагенците. В пиратството се използва за залавяне на кораб и ограбване на товара и ценностите му. Пиратският кораб се доближава до другия, така че палубите са една до друга и след това използва куки, стълби, мостове, въжета и други приспособления, с които да прехвърли екипажа си на другия кораб, който предстои да бъде ограбен. В близък бой с използване на огнестрелно и хладно оръжие – брадви и мачете, корабът бива превзет.